# Svatba Napoleona Bonaparta s Marií Louisou Habsbursko-Lotrinskou
Svatba Napoleona Bonaparta s Marií Louisou Habsbursko-Lotrinskou byla součástí sňatkové politiky Napoleona Bonaparta. V předchozích letech francouzský císař záměrně oženil mnoho členů své rodiny se členy evropských vládnoucích rodů. On sám byl ženatý s Joséphine de Beauharnais v civilním a náboženském obřadu. Císařovna a první manželka Napoleona však již kvůli vysokému věku nemohla porodit následníka trůnu. Napoleon se proto od Joséphine odloučil a hledal si novou manželku. Z důvodů mocenské politiky zpočátku upřednostňoval sňatek se sestrou ruského cara Annou Pavlovnou. Poté, co Alexandr I. odmítl Napoleonovy plány, navrhl rakouský ministr zahraničí Metternich sňatek s Marií Luisou, dcerou císaře Františka I. Spojení s Napoleonem mělo podle Metternichových úvah ochránit habsburskou říši před dalšími existenčními hrozbami ze strany Francie a umožnit zemi vzpamatovat se z následků právě prohrané páté koaliční války.
S velkou pompou proběhly celkem tři svatby. První sňatek ve Vídni byl sňatek v zastoupení, u kterého Napoleon osobně nebyl. Pár se setkal až 27. března 1810 na zámku Compiègne. Dne 1. dubna 1810 následoval civilní sňatek v Saint-Cloud a dne 2. dubna 1810 církevní svatba v Paříži. Politické důsledky manželství nebyly jednoznačné. Marie Louisa na jedné straně přivedla dne 20. března 1811 na svět syna a následníka trůnu. Příbuzenské vazby na rod Habsburků však nemohly zabránit vstupu Rakouska do války v roce 1813 na straně protinapoleonské koalice. Po pádu Napoleona na jaře 1814 se Marie Louisa vrátila na dvůr svého otce. Na Vídeňském kongresu jí byla uděleno vévodství Parmy, Piacenzy a Guastally, kterému vládla až do smrti. Zůstala formálně provdána za Napoleona až do jeho smrti v roce 1821. Poté se v morganatickém manželství provdala za rakouského generála Adama Alberta von Neipperga a po jeho smrti za hraběte Charlese-René de Bombelles.

## Diplomatická příprava a svatba v zastoupení ve Vídni
Napoleon pověřil maršála Louise Berthiera oficiálním předložením nabídky k sňatku. Berthier byl zastáncem rakouského manželství a těšil se Napoleonově plné důvěře. Na konci roku 1809 byl jmenován knížetem z Wagramu. Dne 22. února 1810 Berthier vyrazil a 4. března 1810 dorazil do Vídně, kde byl obyvatelstvem oslavován jako nositel míru. O tři dny později předstoupil Berthier před císaře Františka I. Ve svém projevu potvrdil, že Francie usiluje o usmíření s Rakouskem. Poté se audience zúčastnila i Marie Louisa. Berthier jí předal Napoleonův dopis a portrét. Dne 9. března podepsala tzv. osvědčení o zřeknutí se, které mělo Napoleona zbavit jakéhokoli dědického práva na rakouský trůn.

### Svatba v zastoupení ve Vídni

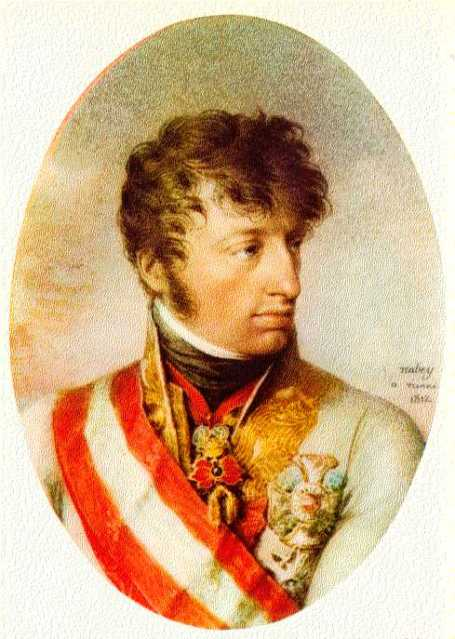
Napoleonův zástupce: arcivévoda Karel Ludvík

Dne 11. března 1810 se ve vídeňském Augustininánském kostele konala svatba v zastoupení mezi osmnáctiletou arcivévodkyní a francouzským císařem. Nebylo to bez problémů, protože Napoleon se teprve nedávno rozvedl s Joséphine a vyvstaly pochybnosti o církevní právní platnosti nového sňatku. Aby byly nejasnosti zažehnány, dal vídeňský arcibiskup svatbě požehnání. Napoleona, který nebyl přítomen, zastupoval arcivévoda Karel, který se císaři postavil na odpor ve francouzsko-rakouské válce roku 1809. Napoleon sám ho vybral pro tento úkol a Berthier se dne 8. března objevil na audienci u arcivévody, aby znovu zdůraznil jeho požadavek. Rakouská císařovna Marie Ludovika doprovodila Marii Louisu k oltáři. Při obřadu bylo posvěceno celkem dvanáct snubních prstenů, protože velikost prstů francouzského císaře nebyla na vídeňském dvoře známa. Prsteny byly odeslány na cestu do Francie a podle protokolu měly být Marií Louisou předány Napoleonovi. Na závěr obřadu sbor zazpíval církevní skladbu Großer Gott, wir loben dich.

## Cesta Marie Louisy do Francie

### Odjezd z Vídně a slavnostní předání v Braunau am Inn
Cesta nyní již francouzské císařovny Marie Louisy z Vídně do Paříže si vyžádala propracovaný dvorní ceremoniál, kterým chtěl Napoleon navázat na tradici ancien régime. Trval na napodobení svatební cesty Marie Antoinetty z roku 1770. To zahrnovalo organizaci slavnostního předání na hranici mezi francouzskými a rakouskými zónami vlivu a také první setkání manželů na zámku Compiègne. Marie Louisa se rozloučila 13. března 1810 s rodinou a opustila Vídeň. Doprovázel ji dvůr skládající se z 300 lidí. Průvod tvořilo celkem 83 vozů tažených 454 koňmi. Dne 16. března vstoupila Marie Louisa na hranici mezi Rakouskem a Bavorským královstvím, spojencem Francie, poblíž Braunau am Inn. Inscenované předání Marie Louisy Francii proběhlo v dřevěném pavilonu postaveném speciálně pro ceremoniál. Pavilon se skládal ze tří místností: východní sál reprezentoval Rakousko, západní Francii a sál mezi nimi byl zamýšlen jako neutrální prostor. Byly zde také dva vchody (francouzský a rakouský). Ve 14 hodin Marie Louisa prošla rakouskou místností a dostala se do neutrální místnosti, kde ji Berthierovi předal rakouský diplomat Ferdinand von Trauttmansdorff. Zde se Marie Louisa nakonec musela rozloučit se svým rakouským dvorem. Po usednutí na trůn v sále se objevil její nový francouzský dvůr. Ve francouzském sále jí odebrali rakouské cestovní oblečení. Během dvouhodinového ceremoniálu dostala zcela nový, francouzský oděv. Marie Louisa byla navoněna, přestrojena a dostala nový účes, čímž byla dokončena její symbolická proměna ve francouzskou císařovnu.

### Mnichov
Večer 17. března 1810 dorazila Marie-Louise a její doprovod 38 kočárů do bavorského hlavního města Mnichova. Tam sídlící dynastie Wittelsbachů se na nové manželství dívala se znepokojením ze dvou důvodů. Za prvé, Augusta, nejstarší dcera bavorského krále Maxmiliána I. byla provdána za Eugèna de Beauharnais, syna Josèphine. Rozvodem s Joséphine tak Napoleon znehodnotil své dynastické spojení s bavorskou královskou rodinou. Za druhé, Napoleonův nový sňatek snížil geostrategický význam Bavorska. Od podepsání Bogenhausenské smlouvy se Bavorsko chovalo jako „zábrana“ a francouzská ochranná oblast vůči sousednímu Rakousku. Sňatkem s Marií Louisou se však dohoda mezi Rakouskem a Francií jevila v neprospěch Bavorska. V neposlední řadě k napjatým vztahům s Francií přispěly jen s velkými obtížemi potlačené povstání v bavorském Tyrolsku, protinapoleonský postoj bavorského korunního prince Ludvíka a bavorská blokáda rýnského spolku. V důsledku toho bavorská vláda viděla slavnostní vjezd Marie Louisy do Mnichova jako příležitost k uklidnění Napoleona. Korunní princ Ludvík musel doprovázet Marii Louisu z obce Haag do Mnichova. U bran města jejich průvod přivítalo pět bavorských jednotek. Když kočár Marie Louisy dojel ke Starému mostu přes Isar, začaly ve stejném okamžiku zvonit městské kostelní zvony. Zbraně navíc vystřelily na pozdrav. Vytrvalý silný déšť však omezoval městské osvětlení.
Doprovod Marie Louisy nebyli výhradně Francouzi. Metternich například sledoval konvoj do Paříže a ve městě se zdržel ještě 181 dnů. Vzhledem k tomu, že dostal za úkol starat se o Marii Louisu, viděl příležitost, jak osobně ovlivnit Napoleona při vyjednávání, a dosáhnout tak revizi pro Rakousko tvrdé mírové smlouvy ze Schönbrunnu (85 milionů franků na válečných odškodněních a omezení armády na 150 000 mužů). Dne 15. března Metternich odjel z Vídně a o osm dní později dostihl konvoj ve Štrasburku. Posílal rakouskému císaři pravidelné zprávy o cestě, chování a pocitech Marie Louisy. Ačkoli Metternich nakonec nebyl schopen zmírnit podmínky míru, podařilo se mu prodat manželství jako úspěch, který zajistil Rakousku roky zotavení z války.

### Setkání v Compiègne
Aby byla námaha cesty co nejnižší, byl na 27. března původně plánovaný pobyt v Soissons. Místo bylo poslední zastávkou před plánovaným setkáním s Napoleonem v Compiègne následujícího dne. Město Soissons se již připravilo na přijetí a ubytování císařovny. Napoleon se však nakonec rozhodl jinak. Již 20. března kolem 19:00 dorazil do Compiègne a osobně zařídil poslední změny v pokojích císařovny. Dne 27. března 1810 se rozhodl společné setkání o jeden den uspíšit. Jel inkognito, doprovázen pouze svým generálem Muratem, aby se setkal s průvodem Marie Louisy. V Courcelles-sur-Vesle Napoleon potkal doprovod měnící koně. Využil příležitosti a vlezl do kočáru Marie Louisy, aniž by bral ohled na všechny dvorní konvence. Poté nechal kočáry projet až do Compiègne, kam dvojice dorazila ve 21:30.

## Pařížská svatba
Oficiální svatba se konala 1. dubna 1810 v kapli paláce Louvre.